# 大澤有紗
大澤 有紗（おおさわ ありさ、Arisa Osawa、1985年〈昭和60年〉5月16日 - ）は、日本の女優・モデル。ウェザーニューズの元SOLiVE24/おは天キャスター（第12期関東エリア）。東京都台東区浅草出身。ヴィヴィアン所属。

## 来歴・略歴
- 1985年5月16日 - 東京・浅草に生まれる。
- 1986年 - オスカープロモーションに所属。モデルとして、CM・雑誌・ファッションショーなどに多数出演。
- 1997年 - 学業に専念する為オスカープロモーション退所。
- 2003年 - 大学入学を機に、cancamなどの雑誌や、ファミリーマートコスメmfcなどで読者モデルとして活動。
- 2009年5月1日 - ウェザーニューズの日本全国2757名のオーディション参加者から14名が選出され、そのうちの関東エリアキャスター1人としてデビュー。
- 同年8月31日 - おは天キャスターを卒業。以降は携帯電話及びインターネット向けに配信されている、weathernewsUPDATEの主に関東エリアキャスターとして活動。
- 2010年2月12日 - 「SOLiVE24」放送開始以来初めてSOLiVE24で放送されている、「ソラマド トワイライト」のキャスターを担当[1]。同年4月4日までに、19回担当。また、同年3月28日は「ソラマド サンセット」のキャスターも担当した。
- 2010年4月5日 - SOLiVE24のSOLiVEキャスターとして正式就任。
- 2011年3月28日-「ソライブ トワイライト」の放送をもってキャスターを卒業
- 2012年 - 赤坂サカスで行われた、コートダジュール×赤坂サカス avexカラオケスーパーオーディションにて7000名以上の応募の中から12人のファイナリストに選ばれ、翌日に赤坂BLITZで行われた決勝で、DEEP特別賞受賞。これを機にライブ活動などをスタート。
- 2013年 - コートダジュール×赤坂サカス カラオケスーパーグランプリにて10000名以上の応募の中からファイナリストに選ばれる。翌日の赤坂BLITZのステージではTOP５に選ばれた。
- 2015年7月- 渋谷クラスFM 土曜夜７時からの生放送ラジオ『アーティスト応援部』でパーソナリティを務め始める。
- 2015年- ヴィヴィアンに所属。女優・モデル・タレントとして本格的な再始動となる。

## 出演

### 映画
- 短編映画『来年また、ハロウィンで』ヒロイン役
- 大舞台はいただいた
- アンダードッグ 武正晴 監督  東京国際映画祭2020 オープニング上映作品  NO1 高級クラブ嬢 役
- 『cut』(渡辺監督)  藤木昌子役  48h映画祭　キャラクター賞受賞　助演女優賞ノミネート
- 『Tokyo Shaking』(OlivierPeyon監督)フランス映画　yumi役

### ドラマ
- HBOmax-WOWOW ハリウッド連続ドラマ『Tokyo Vice』（2021年 - ）レギュラー出演
- HOTEL -NEXT DOOR- 第2話（WOWOW）

### 舞台
- こと〜築地寿司物語 - 中倉静子 役
- ウィークエンドシアター名前を呼んでもう一度 - 主演　看守 役  企画・脚本・演出 江頭美智留
- スタッフルーム - 榊原麻衣(主演女優)　役江頭美智留

### MC
- 渋谷クロスFM アーティスト応援部 - 番組パーソナリティ
- 国際海事展 SEA JAPAN2016 JRCS
- SKIPシティ 国際Dシネマ映画祭 メイドインスキップシティ MC

### CM
- 大日本印刷 VP
- KAGOME デルモンテ トマットリア web CM
- クックパッドベビー イメージ
- 住協 スペシャルムービー『未来予想図』
- セコムホームライフ  webショートドラマ『しあわせなみらいを』りか役
- みずほ銀行 行内、トレインチャンネルCM
- 厚生労働省『育メンプロジェクト』ドラマ
- DMM.com・flevo web CM
- docomo dポイント web CM
- noodoe web CM
- めっちゃたっぷりフルーツ青汁 web CM
- サッポロビール イエローテール VP
- 厚木ガス ガス展告知CM
- 丸紅メイト 公式動画 ユニフォームコンシェルジュ ドラマシリーズ
- プレミアムウォーター webサイト
- 東洋羽毛 web動画
- RECLO0 web CM
- パナソニック
- 観光庁
- 国税庁
- グランドホクヨウ
- エアライズ
- J:com
- イシャチョク
- TOSHIBA
- アイリスオーヤマ
- 海外パンパース
- 板橋区八ヶ岳
- きこいろ
- 山梨日日新聞
- nanaho
- あすか製薬
- 大阪王将
- 大京
- スズキ
- SMCC
- 三菱地所レジデンス
- キリン
- リクルート
- 森永製菓
- マツダ

## その他の活動
- 第3弾ファミリーマートコンビニコスメMFCポップガール
- アンケートサイトマクロミルモニタイメージキャラクター（2010年7月 - ）
- SK-Ⅱ 広告モデル 駅構内ポスター 吊り革 雑誌